# Benjamin Bell (volley-ball)
Benjamin Bell est un joueur australien de volley-ball né le 24 février 1990. Il joue au poste de passeur. À partir de la saison 2018/2019, il joue en équipe de Queensland Pirates.

## Palmarès

### Clubs
Championnat de Suède:
- 2010

NEVZA:
- 2016

Coupe du Danemark:
- 2016

Championnat du Danemark:
- 2016